# Ivana, Batanes
Ivana (Bayan ng Ivana) är en kommun i Filippinerna. Kommunen ligger på ön Luzon, och tillhör provinsen Batanes. Folkmängden uppgår till 1 327 invånare år 2015.
Ivana är indelat i 4 barangayer.